# 森波波爾
森波波爾（波蘭語：Sępopol，波蘭語發音：[sɛmˈpɔpɔl]）是波蘭瓦爾米亞-馬祖里省的城鎮，位於該國東北部，毗鄰與俄羅斯接壤的邊境，面積4.63平方公里，是該地區的農業中心，2006年人口2,015。
54°16′N 21°01′E / 54.267°N 21.017°E